# Регны
Регны, или регни (лат. Regnenses — букв. «люди королевства») — одно из кельтских племён, проживавших на территории Британии, с I века — римская провинция. Их столицей был Новимагус Регинорум (Noviomagus Reginorum), известный сегодня как Чичестер в современном Западном Суссексе.
До римского завоевания Британии регнии были частью территории атребатов, возможно, как часть конфедерации между племенами. Было высказано предположение, что после первого этапа завоевания римляне сохранили атребатов как номинально независимых, которые были буфером между римскими провинциями на востоке и непокорёнными племенами на западе. Правителем регнов был Тиберий Клавдий Когидумн, которому было присвоено римское гражданство при Клавдии или Нероне. Когидумн, возможно, был родственником короля атребатов Верики, который был свергнут. После смерти Когидумна регны управлялись непосредственно как римская провинция и были разделены на несколько частей.